# Белов, Юрий Дмитриевич
Юрий Дмитриевич Белов (14 марта 1949, Ленинград, СССР — 7 октября 2011, Санкт-Петербург) — советский футболист, защитник, полузащитник. Мастер спорта СССР.
Воспитанник СК «Светлана» с 1959 года. В 1967 году дебютировал в ленинградском «Динамо». После прохождения военной службы отыграл в команде ещё три сезона (1970—1972). В 1973—1975 годах играл за клуб высшей лиги «Пахтакор» Ташкент. Следующие два года провёл в составе ленинградского «Зенита» — 40 игр, 3 мяча. В конце сезона-1977 сыграл одну игру за «Пахтакор». Карьеру в командах мастеров закончил в 1978—1979 годах в своём первом клубе — «Динамо».